# Pathein
Pathein (tidigare Bassein) är en stad i regionen Ayeyarwady i Myanmar, vid floden Irrawaddys mynningsarmar. Folkmängden uppgår till cirka 170 000 invånare.
Staden var tidigare känd som en betydande exporthamn för ris med många riskvarnar.